# Herman Wirth
Herman (o Hermann) Wirth (noto anche con gli pseudonimi Herman Wirth Roeper Bosch e Herman Felix Wirthor; Utrecht, 6 maggio 1885 – Kusel, 16 febbraio 1981) è stato un filologo, etnologo e storico olandese naturalizzato tedesco.

## Biografia
Nacque nel 1885 a Utrecht, nei Paesi Bassi, Wirth studiò filologia fiamminga, letteratura, storia e musicologia a Utrecht e Lipsia laureandosi nel 1911 all'università di Basilea con una dissertazione sulla musica folkloristica di lingua olandese. Dal 1909 al 1914 inoltre insegnò lingua olandese all'Università di Berna prima di lavorare come addetto telegrafico allo scoppio della Grande Guerra. Nel 1916 fu nominato professore di olandese all'Università di Berlino. Nel 1922 conobbe Adolf Hitler, con cui pare abbia avuto una solida amicizia. In quello stesso anno divenne professore emerito all'università di Marburg, dove fece ricerche sulla cultura e il folklore della Frisia e su una presunta opera del primo secolo, il Libro di Ura Linda, un manoscritto ritenuto un falso storico di origine ottocentesca che racconterebbe l'origine dei popoli germanici tra il sesto e il primo secolo avanti Cristo. Nel 1925 si unì ufficialmente al Partito Nazionalsocialista Tedesco seppur la sua attività fu discontinua dal 1926, per non rovinare le relazioni con colleghi ebrei.
Fu uno dei tre fondatori e primo direttore dell'Ahnenerbe, società delle SS naziste per ricercare la razza ariana, dal 1935 al 1937.
Diresse due scavi nel Bohuslän svedese, intento a studiare dei graffiti rupestri che lui e Heinrich Himmler credevano essere la prima forma di scrittura, ideata da un popolo superiore, gli ariani appunto, unendo a questa ricerca la collezione di rocce e reperti archeologici. Attraverso la collaborazione col partito nazista Wirth fu tra i primi che reinterpretarono il cristianesimo come derivante dal monoteismo pagano dei popoli nordici. 
Indebitato cronico e non fervente nazista, a causa di dissidi con Himmler, fu accantonato dai vertici dell'Ahnenerbe e relegato al suo compito d'insegnante di storia all'Università di Monaco, carica che mantenne anche nel dopoguerra.
Si ritirò quindi in Olanda, ove continuò a difendere i principi culturali del nazismo e dell'esistenza di una "Urkultur" ariana dell'antichità guadagnandosi le simpatie dei gruppi nativoamericani negli anni settanta. Alla fine del decennio riuscì a farsi finanziare un progetto dall'amministrazione della Renania-Palatinato e di Kusel per istituire un museo di personali reperti archeologici e antropologici nel castello di Lichtenberg. Ma quando le riviste del settore iniziarono a scrivere della sua precedente collaborazione con l'Ahnenerbe il progetto venne abbandonato.
L'attivista ed esoterista neonazista cileno Miguel Serrano riuscì ad intervistarlo nel settembre del 1979. Secondo Serrano, Wirth si lamentò con lui del fatto che il suo magnum opus, dal titolo di Palestinabuch fosse stato recentemente rubato. Esistono infatti indicazioni risalenti al 1933 e al 1969 che Wirth stesse lavorando ad una grande opera dalle tematiche antisemite che avrebbe rivestito il ruolo di controparte moderna del Libro di Ura Linda. Da quel momento, ed in seguito alle affermazioni di Miguel Serrano e del filosofo russo Aleksandr Dugin su questo ipotetico libro fatte nel corso degli anni, il manoscritto è divenuto un'opera ricercata e di culto nelle frange dell'estrema destra.
Wirth morì in una clinica di Kusel nel 1981.

## Filosofia
Wirth riteneva dai suoi studi storici e archeologici, che la civiltà fosse una maledizione che solo uno stile di vita semplice avrebbe potuto alleviare; ciò lo espose a diverse critiche per il suo eccessivo nazionalismo romantico venendo accusato di "germanomania". Venne inoltre criticato da molti eminenti studiosi contemporanei come Bolko von Richthofen, Gerhard Gloege, Arthur Hübner e Karl Hermann Jacob-Friesen per "rifiutare ingenuamente di accettare" l'evidenza storica che comprovava la Cronaca di Ura Linda. Una saga Indoeuropea (un presunto antico documento che documentava la storia del popolo frisone) come un falso storico.
Wirth definì l'isola di Atlantide come luogo di origine della civiltà europea, situandola nel nord dell'oceano atlantico tra il nord America e l'Europa e i suoi abitanti sarebbero stati gli ariani, i quali attraverso le loro colonizzazioni avrebbero influenzato non solo la cultura europea ma anche quella dei nativi americani. Secondo Wirth gli atlantidei avrebbero venerato un'unica divinità, il cui aspetto mutava a seconda delle stagioni, e suo figlio, Heilsbringer. Wirth definì che l'ebraismo e il cristianesimo non fossero altro che perversioni di questa religione originaria. Wirth si autodefinì uno studioso di simbologia e si dimostrò fortemente influenzato dalle teorie sul matriarcato di Johann Jakob Bachofen. Le sue ricerche sono ritenute di funzione esplicitamente politica oltre che religiosa ed ebbero grande influenza su diversi gruppi neofascisti e neonazisti e personalità legate ad essi, tra cui l'esoterista italiano Julius Evola. Negli anni Cinquanta gli scritti di Wirth (così come quelli di Evola) ebbero grande influenza sul gruppo occultistico neo-völkisch denominato Landig Group.
Le idee di Wirth hanno ispirato il design della Haus Atlantis di Böttcherstraße di Brema. Questo particolare venne anche menzionato in un discorso di Hitler, tenuto al Reichsparteitag del 1936 in cui attaccò quella che definì "Böttcher-Straßen-Kultur".